# Orquesta Sinfónica de Praga

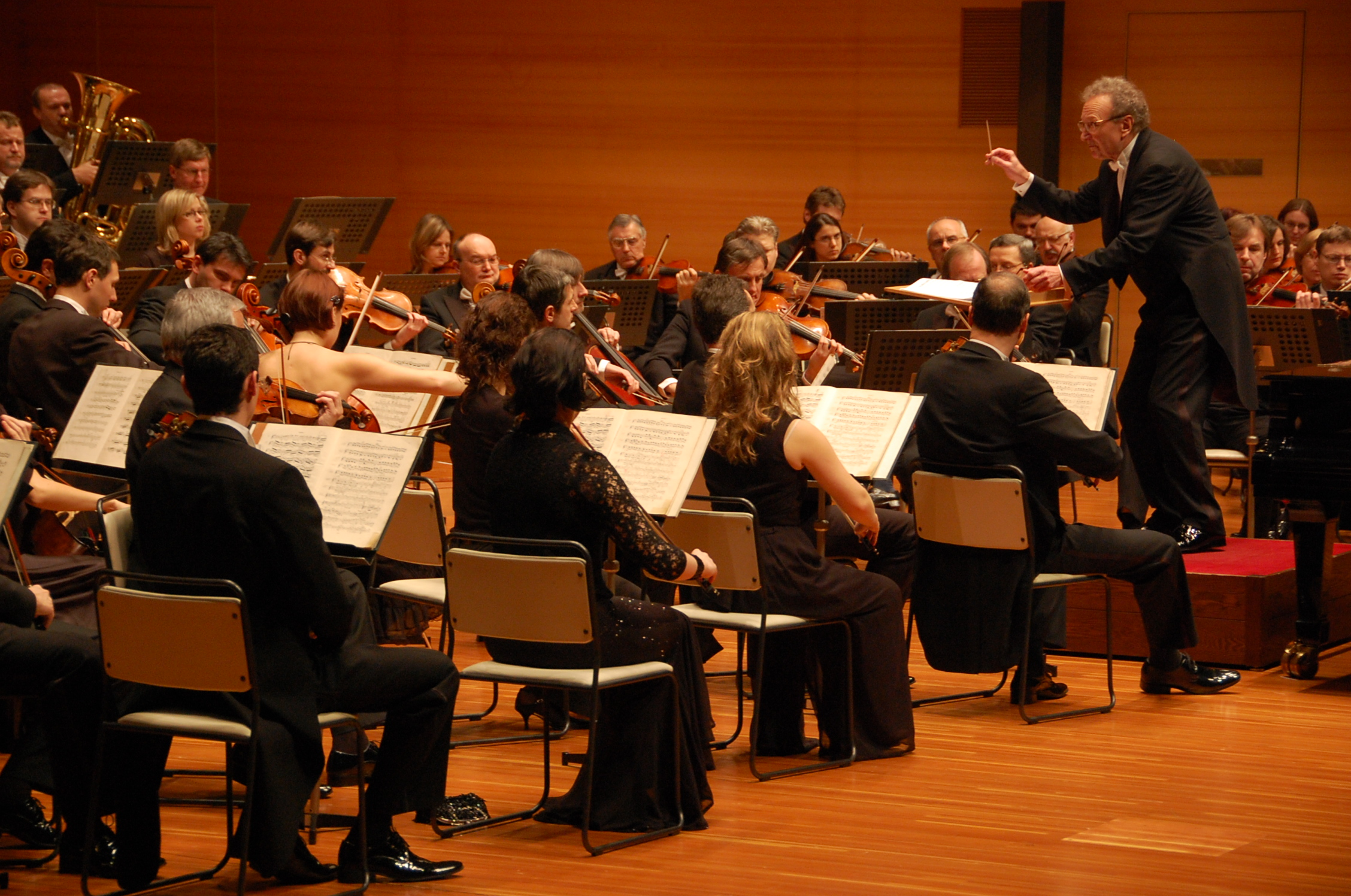
Concierto de 2008 en Japón.

La Orquesta Sinfónica de Praga (Symfonický orchestr hlavního města Prahy en checo) es una orquesta sinfónica checa de Praga también conocida por el acrónimo de FOK (“Film-Opera-Koncert”). 
La agrupación fue fundada en 1934 bajo la dirección de Rudolf Pekárek. Durante los años 30 participó en la composición musical para varias películas de la antigua Checoslovaquia; además de para el cine, también ha actuado de manera regular en la radio nacional. En 1942, Václav Smetáček pasó a dirigir la orquesta hasta 1972.  Durante las tres décadas siguientes se produjeron varios relevos en la dirección, siendo Jiří Bělohlávek quien estuvo, con doce años, más tiempo en el cargo.
Entre 2006 y 2013, Jiří Kout obtuvo la batuta para dirigir a la orquesta con la que recibió el reconocimiento de Director de Orquesta Honorario (Čestný šéfdirigent). Al año siguiente, sería reemplazado por Muhai Tang por problemas de salud.
En 2007, Pietari Inkinen dirigió por primera vez la orquesta, y en 2014 se anunció que sería el próximo director para la temporada de 2015.

## Directores
- Václav Smetáček (1942–1972)
- Ladislav Slovák (1972–1976)
- Jindřich Rohan (1976–1977)
- Jiří Bělohlávek (1977–1989)
- Petr Altrichter (1990–1992)
- Martin Turnovský (1992–1995)
- Gaetano Delogu (1995–1998)
- Serge Baudo (2001–2006)
- Jiří Kout (2006–2013)
- Muhai Tang (2013-2014)